# 앙상블 (2020년 영화)
"앙상블"은 2020년에 개봉한 대한민국의 영화이다.

## 캐스팅
- 김승수 : 영로 역
- 이천희 : 만식 역
- 김정화 : 혜영 역
- 서윤아 : 세영 역
- 유민규 : 민우 역
- 최배영 : 주영 역
- 홍광표 : 광표 역
- 이선영 : 명희 역
- 류가연 : 가연 역
- 차승현 : 우동 역
- 손진환 : 안과의사 역
- 공유석 : 영로 매형 역
- 김시영 : 영로 누나 역
- 룡세형 : 도인복 역
- 이현주 : 안과 간호사 역
- 신예지 : 안경점 점원 역
- 조시윤 : 영로 조카 민주 역
- 이희영 : 영로 아내 역
- 윤상현 : 주영 아빠 역
- 장예슬 : 은수 역
- 서단우 : 은수 새남친 역
- 허병필 : 밴드멤버 1 역
- 이요한 : 밴드멤버 2 역
- 이문주 : 횟집 주인 역
- 곽수정 : 횟집 종업원 역
- 박지수 : 편의점 알바 역
- 이성원 : 회생 위원 역
- 조은영 : 법정안 직원 역
- 김지애 : 휴대폰 대리점 직원 1 역
- 이나율 : 휴대폰 대리점 직원 2 역
- 편준의 : 휴대폰 대리점 직원 3 역
- 김호면 : 연습실 배우 1 역
- 박종원 : 연습실 배우 2 역
- 정현영 : 연습실 배우 3 역
- 김새니 : 연습실 배우 4 역
- 조성호 : 연습실 배우 5 역
- 홍지인 : 연습실 배우 6 역
- 박이슬 : 연습실 배우 7 역
- 곽소영 : 연습실 배우 8 역
- 최성대 : 족발집 사장님 역
- 김정현 : 핸드폰 대리점 손님 역
- 전형주 : 버스 승객 1 역
- 임동식 : 버스 승객 2 역
- 최다해 : 버스 승객 3 역
- 윤지희 : 버스 승객 3 역
- 송지인 : 태희 역 (특별출연)
- 한화성 : 술집 주인 역 (특별출연)
- 윤복인 : 맞선녀 역 (특별출연)
- 이칸희 : 주영 엄마 역 (특별출연)
- 김종구 : 주영 할아버지 역 (특별출연)
- 최홍일 : 점쟁이 역 (특별출연)
- 류정현 : 올드펍 기타리스트 역 (특별출연)
- 강두 : 밴드 리더 역 (특별출연)

## 같이 보기
- 2020년 대한민국의 영화 목록

## 수상
- 2019년 제20회 전주국제영화제 뉴트로전주